# Gabare
Gabare (bułg. Габаре) – wieś w Bułgarii, w obwodzie Wraca, w gminie Bjała Słatina. Według danych szacunkowych Ujednoliconego Systemu Ewidencji Ludności oraz Usług Administracyjnych dla Ludności, 15 czerwca 2020 roku miejscowość liczyła 1 050 mieszkańców.
W 1978 roku doszło tam do najtragiczniejszej katastrofy lotniczej w historii Bułgarii.